# Wólka Łękawska (kolonia)
Wólka Łękawska – kolonia w Polsce, położona w województwie łódzkim, w powiecie bełchatowskim, w gminie Bełchatów.
W latach 1975–1998 miejscowość należała administracyjnie do województwa piotrkowskiego.
Przez miejscowość przebiega droga wojewódzka nr 484.